# Awaline きらら
awaline きららは、和幸船舶の保有する双胴高速旅客船である。かつては粟島汽船が保有していた。日本海を航行する初の双胴高速船である。

## 概要
栗島航路には、それまで単胴高速船「あすか」が就航していたが、当時粟島浦村の村長も兼ねていた粟島汽船の本保建男社長は、それまでにない高速船を求めており、常石林業（現:ツネイシクラフト&ファシリティーズ）建造の双胴高速船も候補としていた。しかし、これまで実際に運航してきた経験から、単胴船を支持する船員が多かったため、単胴高速船と双胴高速船の運動性能を科学的に分析することとなった。その結果、単胴船も双胴船も波による縦揺れと上下揺れはほとんど変わらない結果となった一方、粟島航路では波の頻度が高く、双胴船の方が安定して危険性がなく、運航期間を延ばすことにもつながることになるとの見解が示されたことから双胴船となった。また、日本海の厳しい海象に耐える耐航性能と乗り心地を実現するため、縦揺れを抑えるための可動式トリムタブと水中翼からなる運動制御システムを宮坂開発と共同開発し、搭載した。このような新技術の開発姿勢が評価され、シップ・オブ・ザ・イヤー2011で小型客船部門賞を受賞している。
2011年3月29日に竣工し、同年4月15日に就航した。
2021年10月20日から同年11月11日までの期間、定期船とびしまの代船として酒田港と飛島・勝浦港を結ぶ航路で運航された。
資金繰りが悪化したことから、粟島汽船は2025年2月に同船を神戸市の和幸船舶に売却した。一旦は新潟県外の航路（後述）に利用されるものの同年11月以降に借り戻す予定。
パソナグループは、本船を利用した高速船「PASONA NATUREVERSE号」を2025年4月13日から10月13日まで運航すると発表した。
淡路市内の淡路交流の翼港と2025年日本国際博覧会（大阪・関西万博）会場の夢洲浮桟橋を結ぶ路線で、片道運賃は3,600円。乗船客には大阪・関西万博内でパソナグループが出展するパビリオン「PASONA NATUREVERSE」の優先入館チケットがプレゼントされる。

### 航路
粟島汽船
- 岩船港 - 粟島漁港
- 新潟港 - 粟島漁港（内浦）

国土交通省の離島活性化交付金を活用した社会実験として運航。
- 寺泊港 - 赤泊港（佐渡島）

長岡佐渡広域観光協議会が観光振興を目的に、社会実験として運航。
酒田市定期航路事業所
- 酒田港 - 勝浦港（飛島）

定期船とびしまの代船として、2021年10月20日から同年11月11日まで運航された。
パソナグループ
- 淡路交流の翼港 - 夢洲浮桟橋（大阪・関西万博会場）

「PASONA NATUREVERSE号」として運航。